# يزن البواب
يزن البواب (30 أكتوبر 1999 – )، فلسطيني الجنسية، كان ضمن واحد من خمسة سباحين فلسطينيين مثلوا البلاد في أولمبياد طوكيو 2020. شارك في سباق 100 متر سباحة حرة للرجال في مركز طوكيو للألعاب المائية. حصل على المركز الثالث ضمن مجموعته ويحمل الرقم القياسي في سباقي 50 و 100 متر حرة.

## حياته الشخصية
يحمل البواب الجنسية الفلسطينية والإيطالية، درس الهندسة بجامعة كارلتون في أوتاوا. نشأ في الإمارات العربية المتحدة في مدينة دبي ويعيش حالياً في أوتاوا.

## منافساته
شارك في دورة الألعاب العربية في الجزائر عام 2023، وحصل على الميدالية الذهبية مرتين في سباق 100 متر سباحة ظهر في 5 و6 يوليو 2023.